# 腓特烈·奧古斯特 (拿騷-烏辛根)
腓特烈·奧古斯特（德語：Friedrich August，1738年4月23日—1816年3月24日），末代拿騷-烏辛根親王，1806年成為拿騷公國的第一任公爵。
1803年，腓特烈·奧古斯特繼承哥哥卡爾·威廉成為拿騷-烏辛根親王。1806年，腓特烈·奧古斯特和拿騷-威爾堡親王腓特烈·威廉將兩人的領地合併為拿騷公國，腓特烈·奧古斯特成為拿騷公爵。

## 家庭
1775年，腓特烈·奧古斯特與瓦爾德克和皮爾蒙特的路易絲公主結婚，兩人共有2子5女：
- 克莉絲蒂安妮·路易絲（1776年—1829年）
- 卡羅琳·弗蕾德里克（1777年—1821年）
- 奧古斯塔（1778年—1846年）
- 腓特烈·威廉（1780年—1780年），夭折
- 路易絲·瑪麗亞（1782年—1812年）
- 弗蕾德里克·維多利亞（1784年—1822年）
- 腓特烈·卡爾（1787年—1787年），夭折